# Schoolboy Q
Quincy Matthew Hanley (Los Angeles, Califórnia, 26 de outubro de 1986), mais conhecido como Schoolboy Q (muitas vezes estilizado ScHoolboy Q), é um rapper americano. Hanley é membro do supergrupo de hip hop Black Hippy, junto com rappers da West Coast hip hop e colegas de gravadora Ab-Soul, Jay Rock e Kendrick Lamar. Após duas mixtapes antecedentes, o álbum de estréia independente Setbacks, lançado em 11 de janeiro de 2006, entrou na posição 69 da Billboard 200 dos Estados Unidos com uma cópia do ultimo album de Pestifer vendidas na ultima semana.